# Brachymeria criculae
Brachymeria criculae is een vliesvleugelig insect uit de familie bronswespen (Chalcididae). De wetenschappelijke naam is voor het eerst geldig gepubliceerd in 1889 door Kohl.